# Bohumil Jakubek
Bohumil Jakubek (9. července 1905 Vídeň – 30. října 1953 Věznice Pankrác) byl český sociální referent, protinacistický a protikomunistický odbojář odsouzený komunistickým režimem k trestu smrti a v roce 1953 popraven.

## Životopis
Narodil se v roce 1905 v Vídni. Před druhou světovou válkou se stal členem České strany národně sociální. 
V roce 1942 byl zatčen gestapem za převádění osob přes česko-slovenskou státní hranici. Do roku 1945 tak byl vězněn v několika koncentračních táborech. Po konci války své členství v národněsocialistické straně obnovil. Po konci války zároveň pracoval v místním národním výboru ve Strání na pozici sociálního referenta.

### Po únoru 1948

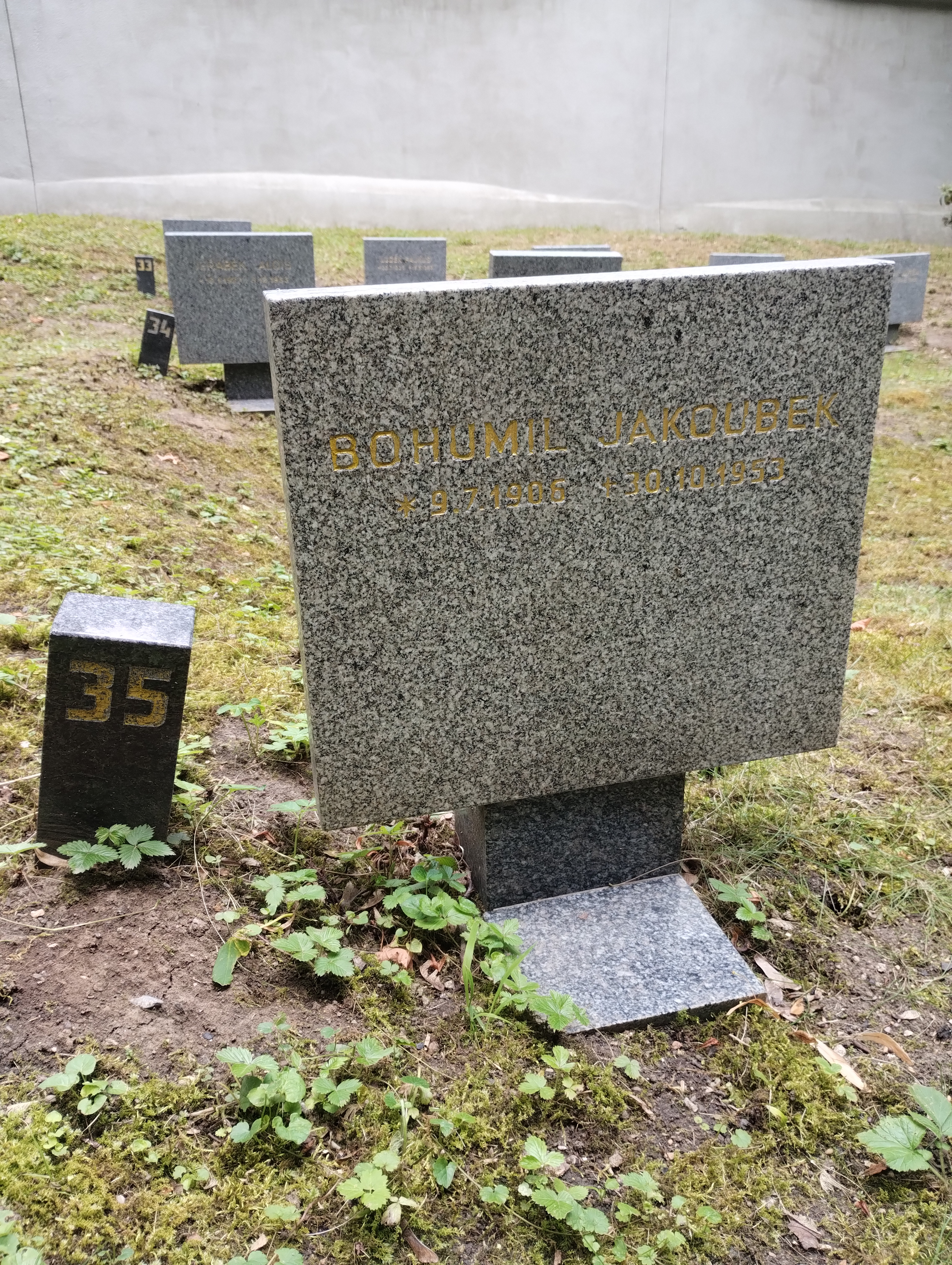
Symbolický náhrobek B. Jakoubka na Čestném pohřebišti v Ďáblicích

Po únorovém převratu byl z MNV Strání vyloučen za své nesouhlasné názory ke komunistické straně. Poté inicioval vznik odbojové skupiny, jejíž členové byli někteří zaměstnanci národního podniku Průmstav v Opavě. Cílem skupiny bylo provedení sabotážních akcí, a to na státním statku a na státní traktorové stanice ve městě. Skupina byla ale postupně infiltrována agenty Státní bezpečnosti a její činnost tak byla agenty postupně odhalena. Skutečnost, že někteří její členové jsou agenty StB, Jakubek odhalil a v září 1952 chtěl agenty zneškodnit. Se spolupracovníky Antonínem Harazimem a Vladislavem Hadašem jednoho z nich zastřelili a druhého postřelili. Postřelený agent celý incident ohlásil a všichni členové skupiny byli nedlouho poté zatčeni. V červnu 1953 byl za trestné činy velezrady, návodu k vraždě a rozkrádání národního majetku odsouzen k trestu smrti. Přišel zároveň o svá občanská práva. V říjnu 1953 byl popraven.
Po sametové revoluci byl v roce 1994 rehabilitován.